# Sophisme de la solution parfaite
 (juillet 2020).
Le sophisme de la solution parfaite, également appelé sophisme du Nirvana voire plus familièrement sophisme du tout ou rien, est un sophisme consistant à mépriser une mesure au motif que celle-ci ne permet pas de résoudre totalement un problème. On parle de sophisme du Nirvana quand une comparaison est faite entre une solution concrète et une solution fantasmée ou idéalisée,. Ainsi, l'existence du moindre défaut suffirait à discréditer une proposition de solution.
Il existe également une variante de ce sophisme consistant à réfuter un argument sous prétexte qu'il n'expliquerait pas entièrement le phénomène en question.
Il s'agit d'un argument fallacieux, dans la mesure où il faut plutôt privilégier la recherche de la moins mauvaise des différentes solutions disponibles. Ainsi, ce sophisme permet souvent de justifier une position immobiliste.

## Exemples
- Les vaccins ne sont pas efficaces à 100% et peuvent occasionner des effets indésirables, il faudrait donc cesser d'utiliser cette technologie[2].
- Les aides sociales gouvernementales sont parfois victimes de fraudeurs qui profitent du système, ainsi il faudrait les supprimer[2].
- Inclure un groupe contrôle dans une étude clinique présente le risque que quelques patients soient privés d'un traitement efficace, il faudrait donc abolir le groupe contrôle.
- Il arrive que les forces de l'ordre commettent des violences injustifiées en service, il faudrait donc supprimer la police[2].
- Les ceintures de sécurité ne permettent pas d’éradiquer complètement le risque de mortalité lors d’un accident de voiture. Il faudrait donc ne pas les utiliser[2].